# ليز بيسونت
ليز بيسونت هي صحفية وكاتِبة كندية، ولدت في 13 ديسمبر 1945 في رووان نوراندا في كندا.